# Struckmeyersche Mühle

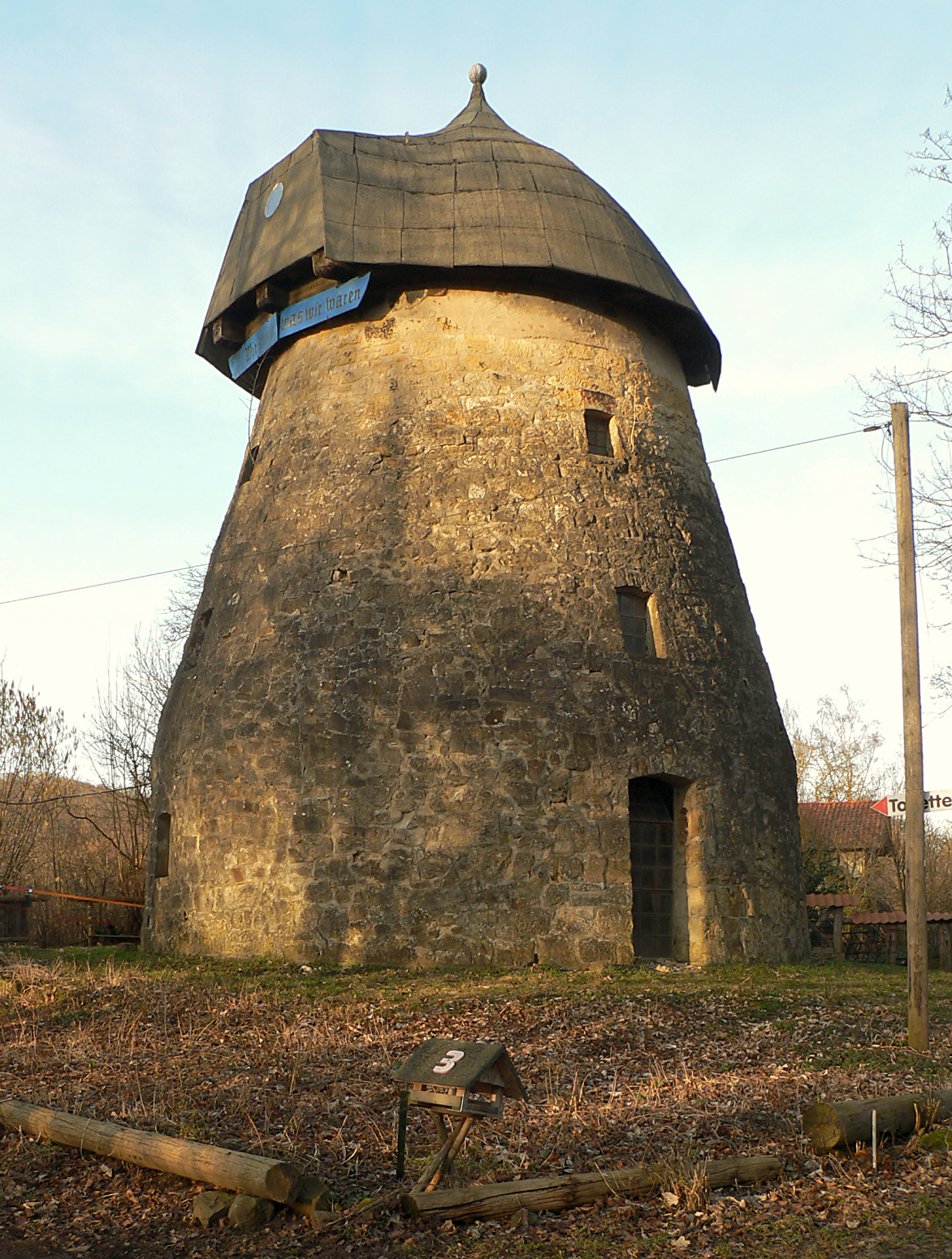
Die Struckmeyersche Mühle, 2025

Die Struckmeyersche Mühle, auch Struckmeyers Mühle genannt, ist eine 1878 erbaute Holländerwindmühle in Gehrden in der niedersächsischen Region Hannover. Sie steht auf dem Köthnerberg im Höhenzug Gehrdener Berg. Die denkmalgeschützte Mühle ist ein Erdholländer mit drei Mahlwerken. Sie befindet sich an der Tripschen Parkanlage mit dem einstigen Berggasthaus Niedersachsen und an einem Gehege für Damwild. Der Name beruht auf der langjährigen Besitzerfamilie Struckmeyer.

## Beschreibung

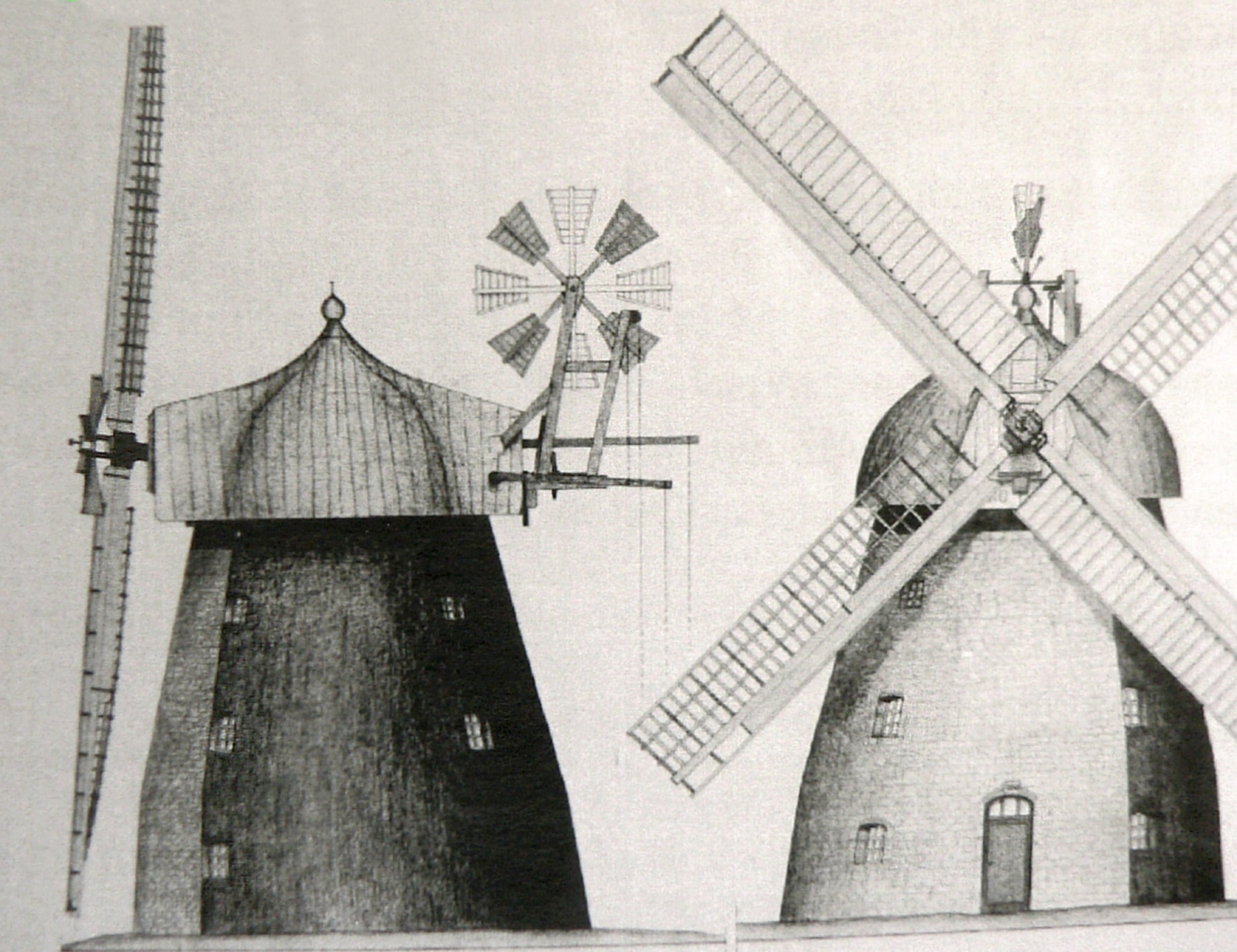
Konstruktionszeichnung der Mühle, um 1880

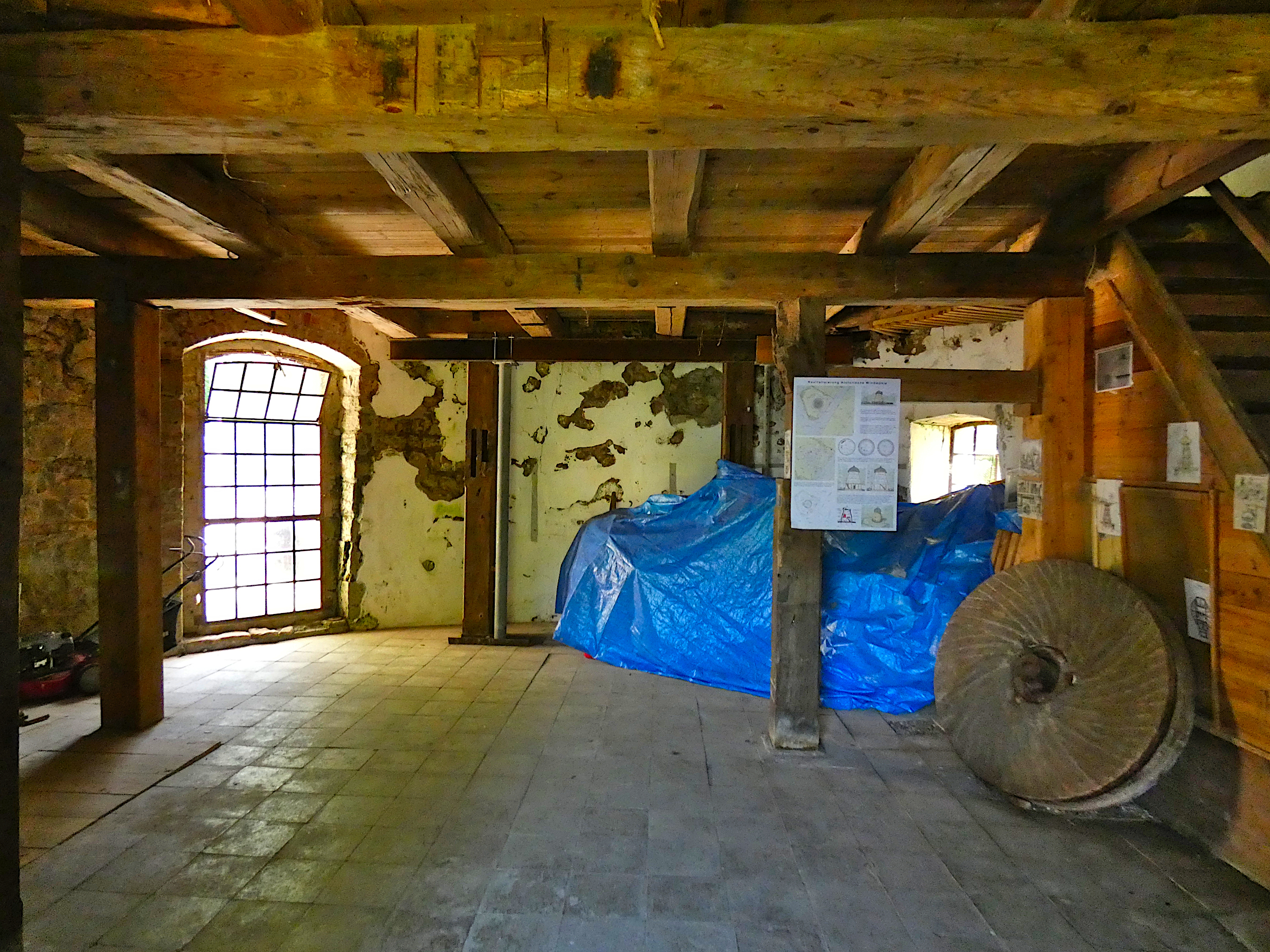
Erdgeschoss der Mühle

Vorgänger der heutigen Mühle war eine 1729 errichtete Bockwindmühle. Sie entstand auf Antrag zur Befreiung vom Mühlenzwang durch die Errichtung einer eigenen Windmühle, den der Gehrdener Magistrat 1726 beim Amt Calenberg gestellt hatte. Nach Einwilligung der Königlichen Kammer wurde die Mühle vom Flecken Gehrden errichtet. Der Flecken verpflichtete sich dafür zu einer jährlichen Abgabe von zehn Malter Roggen an die Calenberger Amtsmühle. Durch Verpachtung sorgte die Bockwindmühle für erhebliche Pachteinnahmen des Fleckens Gehrden, die 100 Taler im Jahr 1741 und über 160 Taler im Jahr 1805 betrugen. 1863 erwarb der Müller Heinrich Struckmeyer (1822–1898) die Bockwindmühle mit Wohnhaus und Stall vom Flecken für 5600 Reichstaler.
Als Nachfolgebau der Bockwindmühle wurde 1878 vom Müller Heinrich Struckmeyer die heutige, steinerne Windmühle mit einem Dach in Zwiebelform errichtet. Zum Bau wurde großformatiger Kalkstein aus einem Steinbruch am Burgberg verwendet. Das Mauerwerk hat eine runde Form und läuft nach oben konisch zu, wodurch sie einen geringen Luftwiderstand und eine günstige Statik hat. Die Mühle ist rund 10 Meter hoch und hat im Erdgeschoss einen Durchmesser von etwa 9,5 Meter. Alten Darstellungen zufolge verfügte die Mühle früher über eine Windrose zur Windrichtungsnachführung.  Die heute nicht mehr vorhandenen Windmühlenflügel waren mit Jalousien ausgestattet, deren Öffnung oder Schließung von der Windrose gesteuert war.
Der Mühlenbetrieb wurde im frühen 20. Jahrhundert eingestellt, nachdem bereits eine Umstellung auf Motorantrieb erfolgt war. Nach der Entkernung des Gebäudes wurde es als Jugendtreffpunkt genutzt. Nach dem Zweiten Weltkrieg diente das Mühlengebäude als Lagerraum und verfiel zunehmend. Die Mühlenflügel wurden abmontiert. Ab 1994 trugen Mühlenfreunde Arbeitsgerätschaften und Maschinen zusammen. Danach war die Mühle ein kindergemäßes Mühlenmuseum.
2022, 2023 und 2024 wurde der Deutsche Mühlentag mit Veranstaltungen auf dem Mühlengelände begangen. Seit 2023 plant der Gehrdener Verein Burgbergfreunde als neuer Mühlenpächter eine Instandsetzung des Bauwerks für rund 200.000 Euro, was mit Fördergeldern und Spenden finanziert wird. Dadurch soll die ehemalige Mühle durch Kleinkunstveranstaltungen, wie Lesungen, Konzerte, Weihnachtsmarkt, den Standort auf dem Gehrdener Berg aufwerten. Die Sanierung soll 2025 abgeschlossen sein.

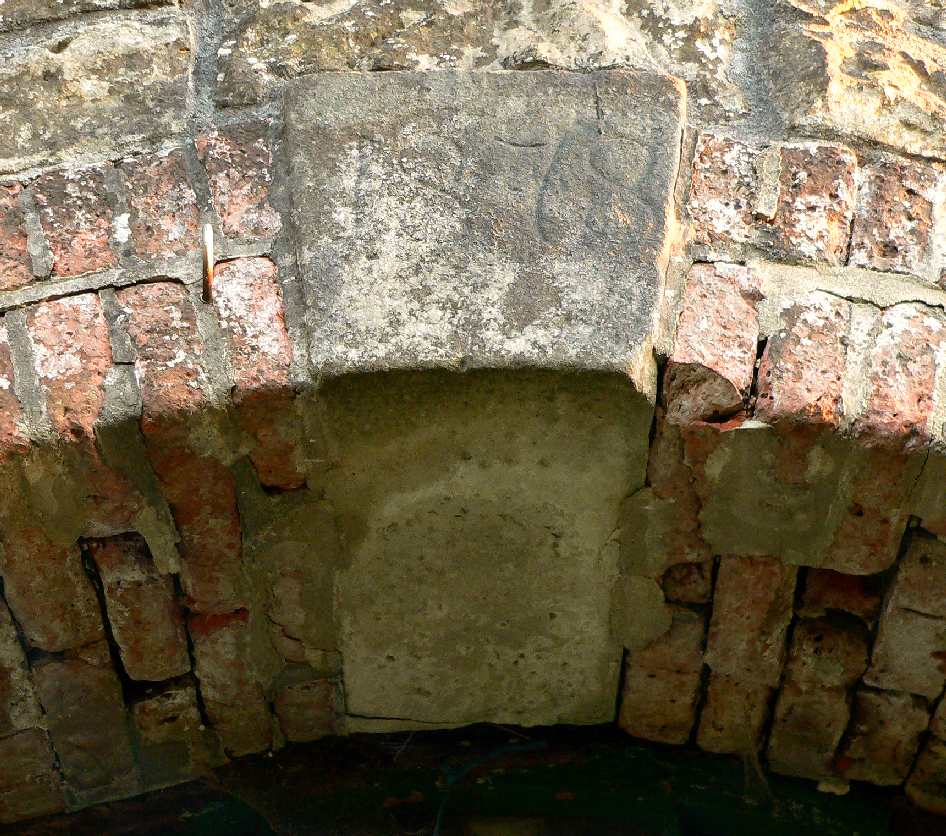
Schlussstein über dem Eingang mit der Jahreszahl 1878
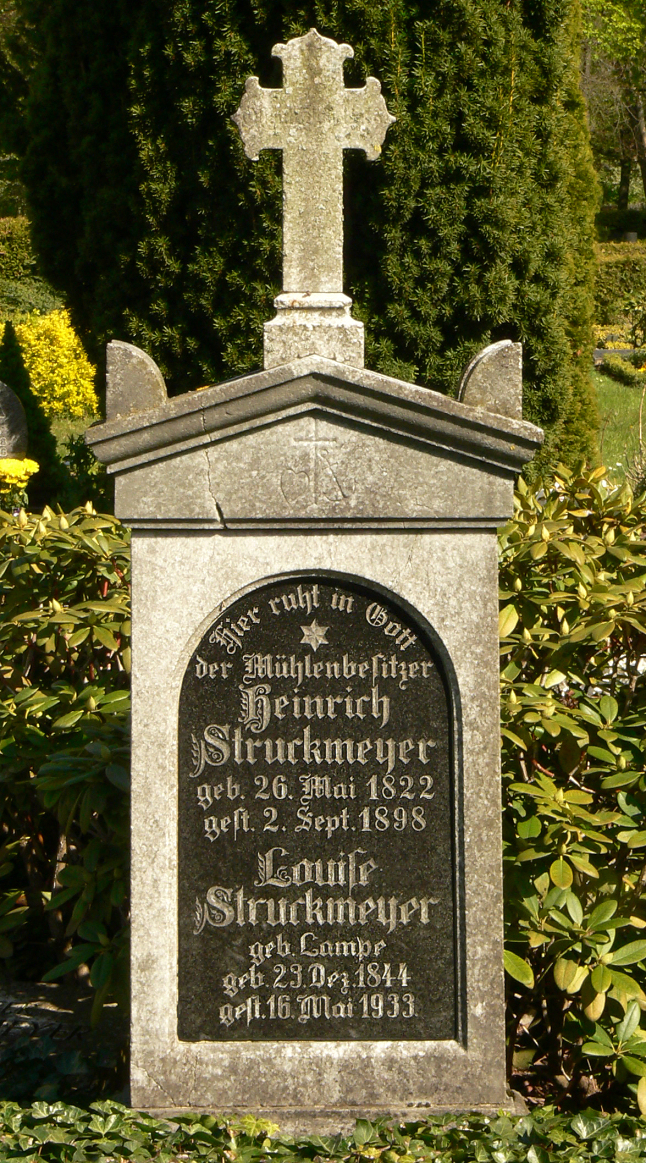
Grabstein des Müllers Heinrich Struckmeyer (1822–1898) auf dem Friedhof Gehrden
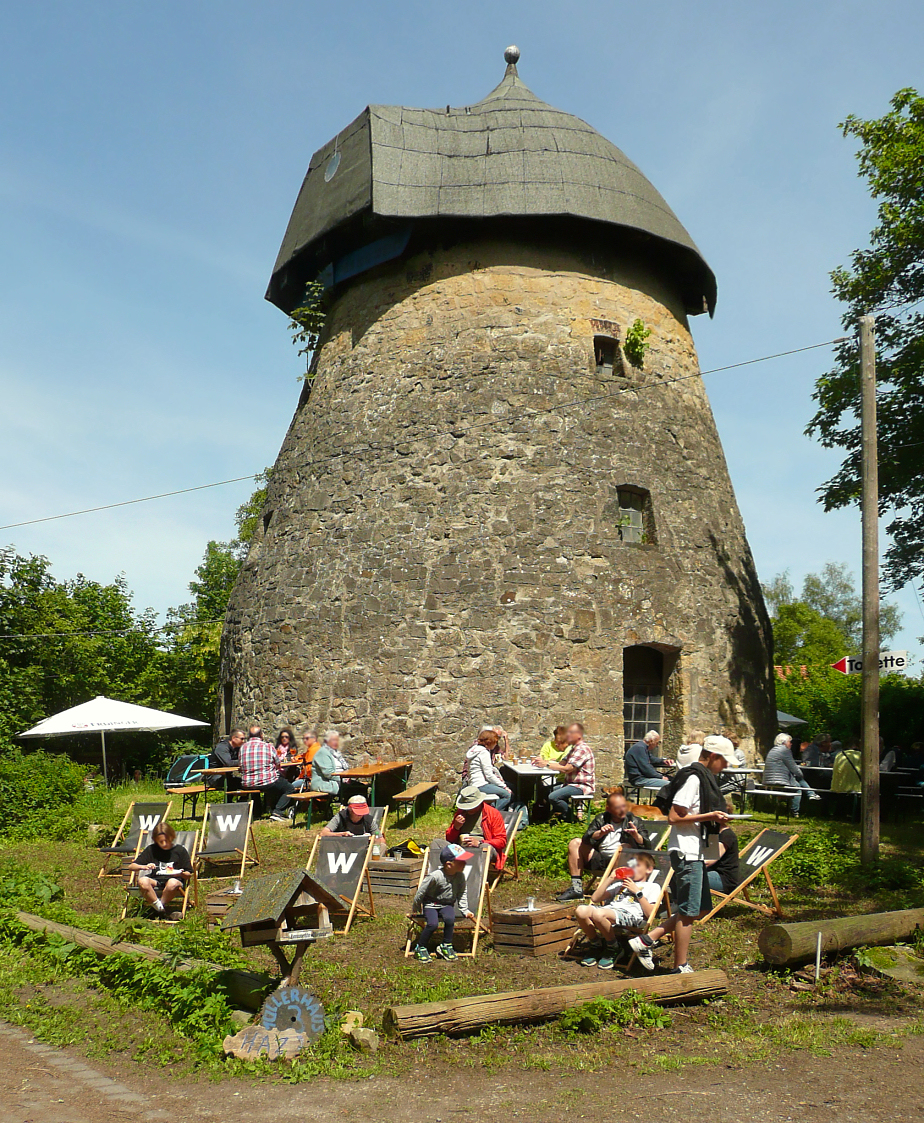
Beim Deutschen Mühlentag 2023